# Монастырь Кувеждин
Монастырь Кувеждин (серб. Манастир Кувеждин) в честь святого Саввы — мужской монастырь Сремской епархии Сербской православной церкви на юго-западном склоне кряжа Фрушка-Гора в общине Сремска-Митровица Сремского округа Воеводины.
Монастырь входит в список памятников культуры Сербии исключительного значения.

## История
Согласно легенде, монастырь был основан в 1520 году последним сербским деспотом Стефаном Штиляновичем. В турецком дефтере 1566/67 года упомянут как монастырь Святого Саввы.
В 1803 году была построена новая колокольня. В 1818 году во время игумена Геннадия (Кириловича) к этой колокольне пристроена новая барочная церковь.
В 1914 году монастырь был разграблен. После Первой мировой войны в зданиях монастыря располагался детский дом. Указом Архиерейского синода Сербской православной церкви от 16 (29) октября 1923 года монастырь Кувеждин был преобразован в женский, став первым женским монастырём Сербской церкви после многовекового перерыва. Настоятельницей была назначена игуменья Мелания (Кривокучин).
В 1944 году монастырь был разрушен. После войны при проведении аграрной реформы (1946) у монастыря конфисковали 22 га земли. При уцелевшей часовне поселились 2 монахини и послушница, в 1969 году жили 3 монахини. В 1973—1975 годы храм и южный жилой корпус были частично восстановлены. В 1990 году монастырь был объявлен памятником культуры. В 2004 году завершилось восстановление колокольни, в 2012 году — всего храма, ворот и жилого корпуса.